# Шумаков, Дмитрий Александрович
Дми́трий Алекса́ндрович Шумако́в (укр. Дмитро Олександрович Шумаков) — украинский военнослужащий, подполковник, участник российско-украинской войны. Герой Украины (2022).

## Биография
Дмитрий Шумаков принимал участие в АТО и ООС на востоке Украины. С началом полномасштабного российского вторжения в Украину в 2022 году под его командованием зенитный ракетный дивизион успешно выполнял задачи по защите города Днепр и Днепропетровской области. По данным Украины, его дивизион уничтожил 22 крылатые ракеты.

## Награды
- Звание «Герой Украины» с вручением ордена «Золотая Звезда» (5 августа 2022) — за личное мужество и героизм, проявленные в защите государственного суверенитета и территориальной целостности Украины, верность военной присяге[3].
- Орден Данилы Галицкого (2 мая 2022) — за личное мужество и самоотверженные действия, проявленные в защите государственного суверенитета и территориальной целостности Украины, верность военной присяге[4].